# Lonely Bones
Pour plus de détails, voir Fiche technique et Distribution.
Lonely Bones (littéralement Les Os solitaires) est un court métrage d'animation franco-néerlandais réalisé par Rosto, sorti en 2013.
Il s'agit du deuxième film de la tétralogie autour du groupe de rock de Rosto, Thee Wreckers, précédé de No Place Like Home en 2008 et suivi de Splintertime en 2015.

## Fiche technique
- Titre : Lonely Bones
- Réalisation : Rosto
- Scénario : Rosto
- Musique : Thee Wreckers
- Animation : Daan Spruijt, Rosto, Martijn Paasschens et Bunk Timmer
- Producteur : Nicolas Schmerkin
- Production : Autour de minuit et Studio Rosto A.D
- Distribution : Autour de minuit
- Pays d'origine :  France et  Pays-Bas
- Durée : 10 minutes
- Date de sortie : 
  -  France : 2 février 2013

## Distribution
- W. Folley : Buddybob
- Rosto : le directeur

## Distinctions
En 2013, le film remporte le grand prix du Festival international du film d'animation d'Ottawa et la compétition courts métrages du festival Hallucinations collectives.
Lors de l'édition 2013 du festival international du film d'animation d'Annecy, le film reçoit le prix Sacem de la musique originale.
En 2014, le court-métrage est nommé pour le Grand prix du Festival international du film d'animation d'Hiroshima, mais en remporte le prix du jury.